# NGC 6813
NGC 6813 – mgławica emisyjna położona w gwiazdozbiorze Liska. Została odkryta 7 sierpnia 1864 roku przez Alberta Martha.